# Francesc Pardillo i Vaquer
Francesc Pardillo i Vaquer (Castelló de la Plana, 19 de maig de 1884 - Barcelona, 19 de juliol de 1955) fou un catedràtic i naturalista valencià.
Es va llicenciar en Ciències naturals a Barcelona i Madrid. El 1907 es va doctorar amb la tesi El microsterógrafo y su aplicación a la medida de los cristales microscópicos. Va ampliar la seva formació a la Universitat de Heidelberg.
El 1911 fou nomenat catedràtic en cristal·lografia de la Universitat de Barcelona, càrrec que ocupà 42 anys. Fou el pioner a l'Estat espanyol en l'estudi de l'estructura cristal·lina utilitzant la difracció de raigs X.
Fou secretari de la Junta de Ciències Naturals de Barcelona, conservador i director del Museu Martorell de Geologia, cap de la secció de mineralogia de l'Institut Lucás Mallada del CSIC (1943-50), degà de la facultat de ciències (1943-51), i president de la Reial Acadèmia de Ciències de Barcelona (1951-55). Fou condecorat amb l'Orde d'Alfons X el Savi (1951) i amb la medalla de plata al Mèrit Científic de la Ciudat de Barcelona (1953)
Va publicar nombroses obres d'una gran qualitat científica.